# Sassofeltrio
Sassofeltrio település Olaszországban, Marche régióban, Pesaro és Urbino megyében. Lakosainak száma 1353 fő (2023. január 1.). Sassofeltrio Monte Grimano, San Leo, Verucchio, Chiesanuova, Faetano, Fiorentino, Gemmano, Mercatino Conca, Montegiardino és Montescudo-Monte Colombo községekkel határos.

## Népesség
A település lakossága az elmúlt években az alábbi módon változott:
| Lakosok száma | 1421 | 1418 | 1353 |
|               | 2017 | 2018 | 2023 |